# Кеннеди, Джеймс (епископ)
Джеймс Кеннеди (англ. James Kennedy; ок. 1408—24 мая 1465) — епископ Сент-Эндрюсский (с 1440 года), один из самых выдающихся государственных и церковных деятелей Шотландии XV века, лидер страны в период малолетства короля Якова III Стюарта.

## Епископ Сент-Эндрюсский
Джеймс Кеннеди был сыном Марии Стюарт, дочери шотландского короля Роберта III. В 1437 году король Яков I назначил Джеймса епископом Данкелда.
С самого начала своей карьеры Джеймс Кеннеди выступал как последовательный сторонник сильного папства и противник консилиаризма. Уже в 1439 году Кеннеди возглавил шотландскую делегацию на церковном соборе во Флоренции. За поддержку папы Евгений IV назначил Кеннеди епископом Сент-Эндрюса, важнейшего епископства Шотландии. На этом посту Кеннеди эффективно противостоял сторонникам соборного движения в Шотландии, стремящимся ограничить власть папы, и к 1449 году восстановил единство шотландской церкви.
В то же время епископ Сент-Эндрюсский принимал активное участие в политической борьбе в Шотландии в период несовершеннолетия короля Якова II. Кеннеди возглавил оппозицию режиму Ливингстонов—Дугласов, заключив союз с королевой Джоан Бофорт и Крайтонами. Однако их попытки свергнуть Дугласов успехом не увенчались, и правительственные войска в 1444 году разорили владения епископа и осадили его самого в Сент-Эндрюсе.
После начала самостоятельного правления Якова II Джеймс Кеннеди отошёл от политики. В этот период он активно занимался делами церкви: поддерживал теологический факультет Сент-Эндрюсского университета, привлекал в Шотландию обсервантов — членов одного из ответвлений францисканского ордена, отличающихся более строгим следованием канонам св. Франциска Ассизского.

## Глава регентского совета
После смерти короля Якова II в 1460 году епископ Кеннеди возглавил регентский совет при малолетнем Якове III. Власть регентов, однако, была не полной: вдовствующая королева Мария Гелдернская, собрав вокруг себя «молодых» шотландских лордов, образовала второй центр власти в государстве, ведя самостоятельную политику, что особенно проявилось в отношении к войне Алой и Белой розы в Англии. В отличие от королевы, готовой к сближению с Йорками, Джеймс Кеннеди, по крайней мере в начале, выступал как строгий приверженец Ланкастеров. Именно благодаря епископу, в 1461 году в Шотландии смогли найти убежище лидеры ланкастерской партии Маргарита Анжуйская и король Генрих VI. За поддержку Ланкастеры уступили Шотландии Берик-апон-Туид — последнюю шотландскую крепость, удерживаемую англичанами со времен войн за независимость. 25 апреля 1461 года Берик был возвращён Шотландии.

## Правитель Шотландии
В 1463 году вожди Ланкастеров покинули Шотландию, а смерть королевы Марии устранила двоевластие в стране. Кеннеди остался единоличным руководителем правительства. Проявив себя дальновидным политиком, епископ оставил прежнюю про-ланкастерскую политику и пошёл на сближение с королём Англии Эдуардом IV. 1 июля 1464 года было заключено соглашение с Англией о перемирии сроком на 15 лет.
Урегулировав отношения с Англией, Кеннеди активно занялся внутри-шотландскими проблемами. Ему удалось снять угрозу отделения западных гэльских областей страны, договорившись о признании королевской власти лидером сепаратистов лордом Островов Джоном Макдональдом.
В результате, благодаря действенной политике и авторитету епископа Кеннеди, период несовершеннолетия Якова III не стал временем анархии и кризиса как при малолетнем Якове II. К моменту смерти епископа, 24 мая 1465 года, королевская власть в Шотландии сохраняла свою силу, доходы казны росли, внешняя и внутренняя угрозы стране были ликвидированы.